# Programmerare
Programmerare är ett yrke som innebär att personen ägnar sig åt programmering av någon sorts maskin, numera vanligen en dator, men historiskt kan även sådant som hålkortsdrivna vävstolar sägas vara programmerade. Ada Lovelace anses vara världens första programmerare. Hon var den första som skapade en algoritm avsedd att användas i en dator i oktober 1842.
Andra tidiga programmerare var de sex kvinnor som år 1945 rekryterades av den amerikanska armén för att i hemlighet arbeta med världens första elektroniska dator Electronic Numerical Integrator And Computer, Eniac. Kvinnorna var matematikerna Jean Bartik, Kay McNulty, Betty Holberton, Marlyn Wescoff, Frances V. Spence och Ruth Teitelbaum och de blev därmed först i världen med att programmera en faktisk dator. Inledningsvis fick de inte se själva maskinen eftersom de inte hade rätt säkerhetsklassificering och beräkningarna gjordes i stället ifrån tryckta kopplingsscheman som beskrev datorn.
Utbildning till programmerare sker på dagens svenska högskolor och universitet inom ämnen som informatik, datavetenskap och datateknik.
År 2014 var programmerare det vanligaste yrket i Stockholm.